# Chiara Guidi
Chiara Guidi (Cesena, 3 luglio 1960) è una regista teatrale, attrice teatrale e drammaturga italiana.
Assieme a Romeo Castellucci, Claudia Castellucci e Paolo Guidi, è cofondatrice della compagnia teatrale Socìetas Raffaello Sanzio, oggi Societas.

## Biografia
Chiara Guidi conduce, nelle diverse fasi di sviluppo della compagnia, una personale ricerca sulla voce come chiave drammaturgica nel dischiudere suono e senso di un testo collaborando con musicisti quali Scott Gibbons, Michele Rabbia, Daniele Roccato, Francesco Guerri, Giuseppe Ielasi. Tale ricerca elabora la propria tecnica sia in produzioni per un pubblico adulto, sia in una specifica concezione di teatro d’arte infantile, che vanta spettacoli storici quali Buchettino, da Charles Perrault. Tra le opere più recenti: Edipo re di Sofocle. Esercizio di memoria per 4 voci femminili e Il regno profondo. Perché sei qui?, lettura drammatica che la vede in scena con Claudia Castellucci, autrice del testo; oltre a La terra dei lombrichi. Una tragedia per bambini (da Alcesti di Euripide), Fiabe giapponesi e Edipo. Una fiaba di magia (quest’ultimo diretto con Vito Matera). Ideatrice degli osservatòri Màntica e Puerilia al Teatro Comandini di Cesena, è inoltre autrice dei volumi: Buchettino, con i disegni di Simone Massi, Orecchio Acerbo (2014), La voce in una foresta di immagini invisibili (Nottetempo, 2017) e, con Lucia Amara, Teatro infantile. L’arte scenica davanti agli occhi di un bambino (sossella editore, 2019). A Chiara Guidi sono andati, tra gli altri, il Premio Europa Realtà Teatrali (con Romeo Castellucci) assegnato alla Socìetas Raffaello Sanzio nel 2000, un Premio Ubu Speciale nel 2013 e il Premio Lo straniero nel 2016. Nel 2009 è stata direttrice artistica di Santarcangelo dei Teatri - Festival Internazionale del Teatro in Piazza, in un triennio (2009-2011) concertato insieme a Enrico Casagrande dei Motus e Ermanna Montanari del Teatro delle Albe.

## Premi e riconoscimenti
- Nel 2000 riceve il Premio Europa Realtà Teatrali
- Nel 2013 riceve il Premio Ubu speciale
- Nel 2016 riceve il Premio Lo Straniero

## Regie teatrali
- Bestione
- Buchettino [racconto]
- Fiabe Giapponesi concerto
- Flatlandia
- Gola in tre movimenti
- Jack and the Beanstalk
- Japanese Fairy Tales
- La bambina dei fiammiferi
- La cattedrale sommersa
- La pietra dello scandalo
- La terra dei lombrichi. Una tragedia per bambini
- Lettere dalla notte
- Macbeth su Macbeth. Uno studio per la mano sinistra
- Madrigale appena narrabile
- Nuvole.Casa.
- Relazione sulla verità retrograda della voce
- The Cryonic Chants
- Tifone
- (Tuffo)
- Edipo. Esercizio di memoria per 4 voci femminili
- Edipo. Una fiaba di magia
- Esercizi per voce e violoncello sulla Divina Commedia di Dante. Inferno e Purgatorio

## Discografia
- 2008 - The Cryonic Chants - con Scott Gibbons (CD, KML Recordings)